# Corba de llacet

Una corba de llacet

En matemàtiques, una corba de llacet és una corba plana quàrtica definida per l'equació:
{\displaystyle x^{4}=x^{2}y-y^{3}.\,}
La corba de llacet té un únic punt triple a x=0, y=0, i consegüentment és una corba racional, amb gènere zero.